# Свияжская провинция
Свия́жская прови́нция — одна из провинций Российской империи. Центр — город Свияжск.
Образована в составе Казанской губернии по указу Петра I «Об устройстве губерний и об определении в оныя правителей» в 1719 году. В состав провинции были включены города Свияжск, Васильсурск, Кокшайск, Козьмодемьянск, Царевококшайск, Царёво-Санчурск, Цивильск, Чебоксары, Яранск. С 1727 года провинция делилась на уезды: Свияжский, Чебоксарский, Цивильский, Козьмодемьянский, Кокшайский и Царевококшайский.
7 ноября 1775 года деление губерний на провинции было отменено.